# Yachtsport-Club Deutschland
Der Yachtsport-Club Deutschland (YCD), ehemals Club der Kreuzerabteilung ist ein Segelverein des Deutschen Segler-Verbands (DSV). Er ermöglichte es in der Vergangenheit, Mitglied der Kreuzer-Abteilung des DSV zu sein, ohne einen örtlichen Segelverein angehören zu müssen. Mit mehr als 6800 Mitgliedern (Stand: 2024) ist er nach eigenen Angaben der größte Segelverein des DSV. Nach Auflösung der Kreuzerabteilung hat sich der Verein im Jahre 2023 in Yachtsport-Club Deutschland umbenannt.

## Geschichte
Da weder der Deutsche Segler-Verband noch die zu ihm gehörende Kreuzer-Abteilung Einzelmitgliedschaften natürlicher Personen kannte, mussten Fahrtensegler vor Gründung des Clubs Mitglied in einem Segelverein des DSV sein. Dies führte zu Unmut, da für die Nutzung des Service der Kreuzerabteilung die Mitgliedschaft in einem örtlichen Verein notwendig war, der oft kein Interesse an Fahrtensegler hatte, sondern seinen Schwerpunkt im Regattasegeln sah. Auf Anregung des Admiral’s-Cup-Gewinners Hans-Otto Schümann wurde 1971 der Club der Kreuzer-Abteilung gegründet. Damit konnten Segler direkt über diesen Club der Kreuzer-Abteilung beitreten und mit einem Stander an Regatten teilnehmen und die Stützpunkte der Kreuzer-Abteilung nutzen.
Nach dem Beschluss über die Auflösung der Kreuzer-Abteilung im Deutschen Seglerverband beschloss die außerordentliche Mitgliederversammlung des CKA im Dezember 2023 die Umbenennung des Vereins in „Yachtsport Club Deutschland“ (YCD). Die Umbenennung wird mit der Eintragung der Satzungsänderung im Vereinsregister wirksam.

## Organisation
Der Club ist bundesweit tätig, besitzt aber keine Regionalgliederung.